# Emalahleni (Mpumalanga)
Emalahleni es un municipio local sudafricano situado en el distrito de Nkangala, en la provincia de Mpumalanga.

## Superficie
Emalahleni tiene una superficie de 2678 km².

## Demografía
En 2022, tenía 434 522 habitantes, una densidad poblacional de 162,3 hab./km², y 164 573 viviendas.